# 에스에스알 (기업)
에스에스알(SSR INC.)은 IT 인프라 취약점 진단, 모의해킹, 정보보호 컨설팅, 정보보호 관리 시스템 인증, 자체 보안 솔루션 개발 등 보안 연구 및 컨설팅 사업을 수행하는 보안 솔루션 전문기업이다. 공공 및 대기업, 금융기관을 비롯한 전 산업 분야를 대상으로 정보보호 관리체계 수립, 개인정보보호 컨설팅, 보안 솔루션의 개발과 구축, 유지보수를 포함한 종합 보안 서비스를 제공하고 있다. 특히 자체 개발한 보안 취약점 진단 자동화 솔루션은 대한민국 보안 취약점 진단 부문 시장에서 높은 점유율을 차지하고 있다.

## 역사
에스에스알은 2010년 8월에 설립, 보안컨설팅을 기반으로 시작하여 2011년 기술연구소 설립, 2012년에는 자체 개발 보안 솔루션 '솔리드스텝(SolidStep)'과 '메티아이(MetiEye)'를 출시하며 내실을 다지고 성장 동력을 확대하였다. 2014년에는 '솔리드스텝(SolidStep)'과 '메티아이(MetiEye)' 솔루션 각각 국제용 보안인증(CC)을 취득, 메티아이(MetiEye) 악성코드 탐지기법 특허 획득, 2016년 솔리드스텝(SolidStep) 핵심기술 특허 획득 등 제품의 우수성과 보안성을 인정받았다. 2017년 지란지교시큐리티 자회사로 편입되어 국내 정보보안 시장에서 입지를 강화하며 2018년 코스닥 시장에 상장했다.

## 주요 제품 및 서비스
- 솔리드스텝(SolidStep) : 보안 취약점 진단 자동화 솔루션
- 메티아이(MeiEye) : 실시간 웹쉘 탐지 솔루션
- 정보보호 기술 컨설팅 : IT 인프라 취약점 진단 컨설팅, 모의해킹 컨설팅, 침해사고 분석 서비스 등립
- 정보보호 관리 컨설팅 : (개인)정보보호 컴플라이언스 진단 컨설팅, 정보보호 인증 관리 컨설팅, 정보보호 종합 진단 컨설팅 등